# Eriphosoma marcela
Eriphosoma marcela är en skalbaggsart som beskrevs av Dilma Solange Napp och Monné 2006. Eriphosoma marcela ingår i släktet Eriphosoma och familjen långhorningar. Inga underarter finns listade i Catalogue of Life.